# Ouakam
Ouakam (Aussprache von „ou“ wie englisch „w“, also „Wakam“) ist einer der 19 Stadtbezirke der Metropole Ville de Dakar, der Hauptstadt Senegals mit dem Status einer Gemeinde (commune). Er umfasst neben dem ursprünglichen Fischerdorf der Lébou und neu entstandenen städtischen Wohngebieten auch die Zwillingshügel von Les Mamelles mit dem Leuchtturm Phare des Mamelles.

## Geografie
Ouakam liegt an der Corniche ouest, der Westküste der Cap-Vert-Halbinsel und ist mit den Nachbarbezirken Ngor und Yoff  einer der drei westlichsten Stadtteile von Dakar und zugleich eine der westlichsten Ortschaften des afrikanischen Kontinents. Die Bebauung ist eingerahmt im Norden von der Begrenzung des Flughafengeländes von Yoff, dem früheren internationalen Flughafen der Metropole, und im Südwesten von den beiden Hügeln Les Mamelles. Diese beiden Hügel stehen direkt an der Küste. Im Süden grenzt Ouakam an den Bezirk Mermoz-Sacré Cœur und im Osten an Sicap-Liberté.
Der Stadtbezirk hat eine Fläche von 5,472 km². Mit Ausnahme von Les Mamelles ist der gesamte Stadtbezirk dicht bebaut.

## Geschichte
Im Jahr 1996 wurde Ouakam als commune d’arrondissement im Arrondissement de Dakar Plateau zu einem Stadtbezirk der Metropole Ville de Dakar. Im Jahr 2014 erhielt der Stadtbezirk, wie in Senegal alle communes d'arrondissement, den landesweit einheitlichen Status einer Gemeinde (commune).

## Bevölkerung
Die letzten Volkszählungen ergaben für den Stadtbezirk jeweils folgende Einwohnerzahlen:
| Jahr | Einwohner |
| ---- | --------- |
| 2002 | 43.188    |
| 2013 | 74.692    |
| 2023 | 100.541   |

## Wirtschaft
Ouakam empfahl sich durch die Nähe zum Flughafen für die Ansiedlung von Gewerbe, Handel und Industrie. Einige militärische Einrichtungen haben ihren Standort hier und bieten Arbeitsplätze.
Von touristischer Bedeutung ist das Monument de la Renaissance africaine.